# جزيرة بيبرهولم

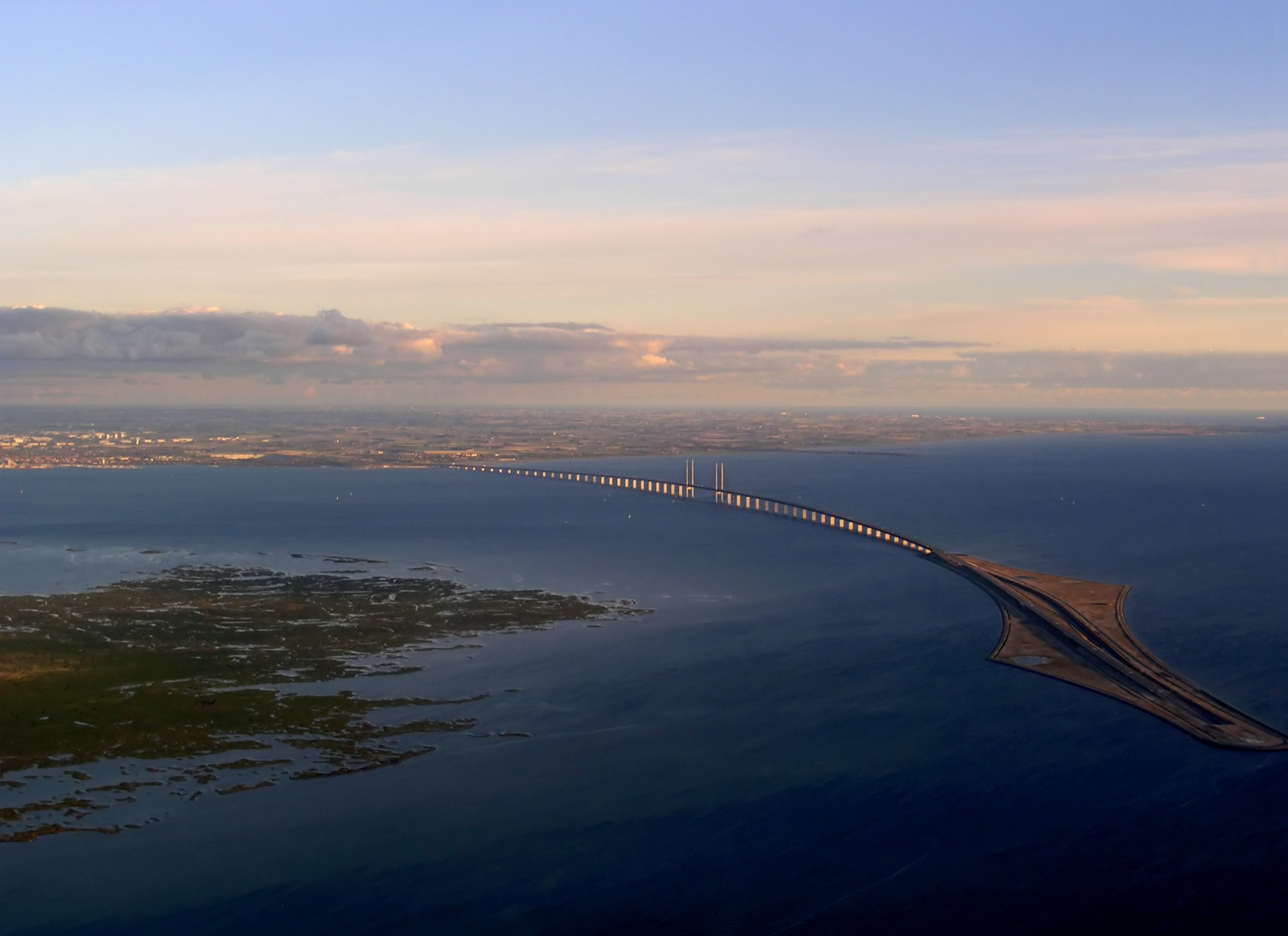
جسر أوريسند مع جزيرة بيبرهولم (يمين الصورة) و جزيرة سالتهولم (يسار الصورة)

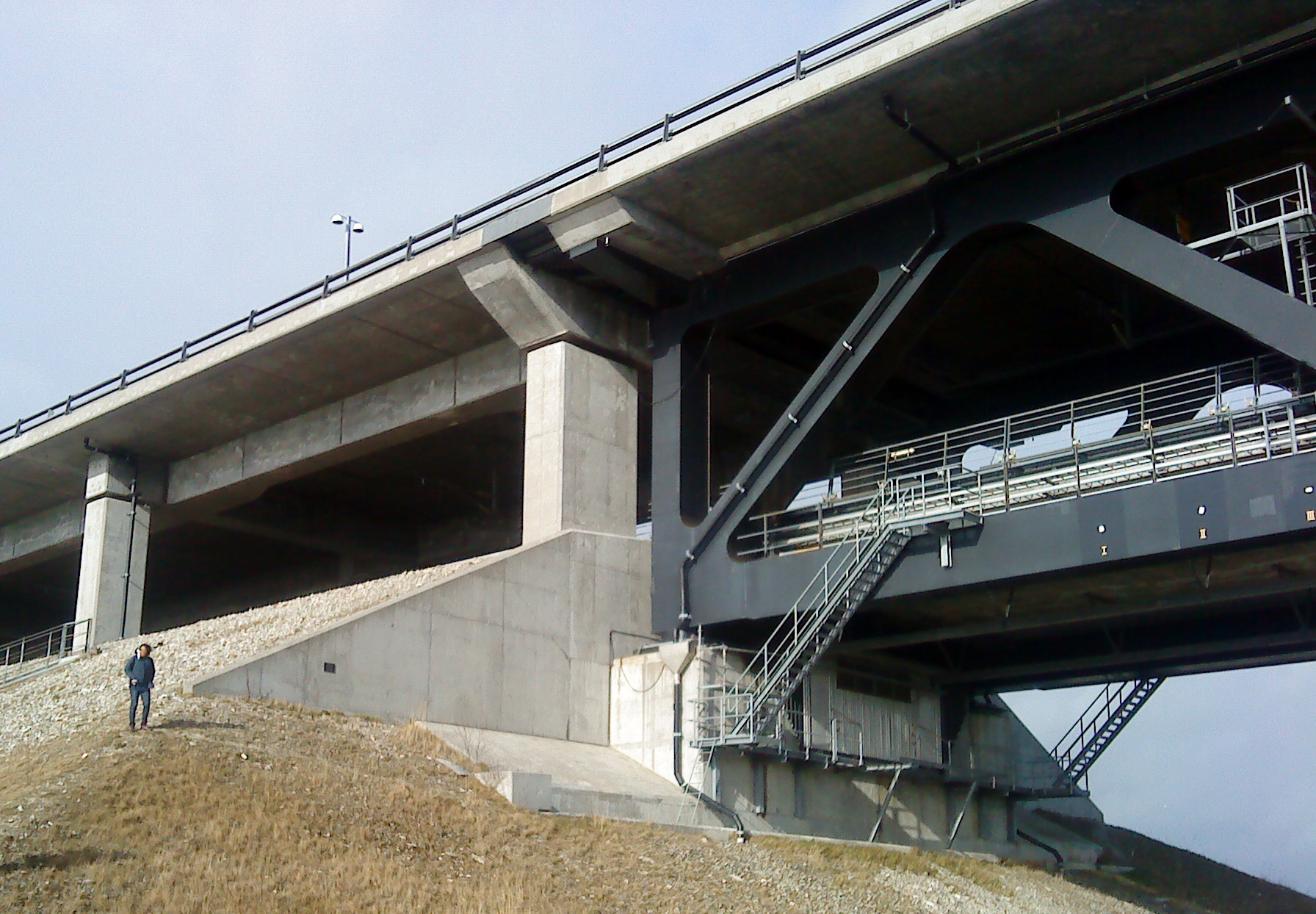
إحدى دعامات جسر أوريسند على جزيرة بيببار هولم.

بيبرهولم  (بالدنماركية: Peberholm) جزيرة دنماركية مصطنعة في مضيق أوريسند ، وتم إنشاء الجزيرة في غضون بناء جسر أوريسند الواصل بين دولتي السويد و الدنمارك.و تقع الجزيرة مباشرة جنوب الجزيرة الطبيعية سالتهولم. و الجدير بالذكر بأن النفق الواصل بين إلى مدينة كوبنهاغن و الجسر الواصل إلى مدينة مالمو السويدية يبدأ من عند جزيرة بيبرهولم. وتسيرأيضاً سكة حديدية و طريق سيار بشكل متوازي على الجزيرة.  

## التاريخ
كان من الأصل أن يتم بناءجسر أوريسند على امتداد جزيرة سالتهولم، الأمر الذي كان سيتطلب بناء الجسر بشكل مستقيم فوق الجزيرة أو توسيع الجزيرة، الإقترحان اللذان تم استباعدهما لاحقاً لأسباب تتعلق بالبيئة. 
 و عوضاً عن ذلك اتفق كل من السياسيين السويديين و الدنماركين على بناء جزيرة صناعية جنوب جزيرة سالتهولم. و قد كان موضوع تدفق الماء الحر حجة مهمة لصالح معارضي بناء الجسر في النقاشات التي درات حول بناء الجسر.و بما أن الماء المالح أثقل من الماء العذب و يتدفق بشكل أفضل في الأماكن العميقة ، لذلك تم حفر مضيق  أوريسند بشكل أعمق لتحسين التدفق  وقد تم أستخدام المعدات نفسها أيضاً لبناء جزيرة بيبارهولم. إن أختيار موقع إنشاء جزيرة بيبارهولم بسبب أن المنطقة سطحية جداً و لا تؤثر على تدفق الماء. 
حصلت الجريدة على اسمها بعد مسابقة قامت بها الجريدة الدنماركيةبوليتيكن 
(بالدنماركية: Politiken) 

## الطبيعة
الجزيرة محمية بقانون تشريعي مُفصل. و فيما عدا الخط الحديدي و الطريق السيار الذين يمروا في الجزيرة فإنه فقط العلماء البيولوجين و الأشخاص المسئولون عن الجزيرة يسمح لهم بزيارة الجزيرة. يوجد في الجزيرة أيضاً مهبط مروحية معد للاستخدام عند عمليات الإنقاذ في حال حدوث حادث محتمل على جسر أوريسند. 
وتعتبر الجزيرة تجربة بيولوجية. و تأمل الباحثون بأن الجزيرة من تلقاء نفسها سوف تزهر بدون أي تأثير من الجنس البشري. و حدث ذلك بالفعل ، حيث أن تربة الجزيرة مأخوذة من قاع مضيق أوريسند أي أنها لم  تتم زراعتها مسبقاً، و مع ذلك فإنه و في عام 2007 استطاع الباحثون أن يوجدوا نباتات أصلية مثل مرقئة صغيرة،الصفصاف الزاحفة و نبتة من الفصيلة الحملية على الجزيرة. 
و هذه البذور وصلت  على الأرجح إلى الجزيرة عن طريق الرياح، الزوار و الطيور. تعد الجزيرة مكان تعشيش شائع للعدد من الطيور النادرة و المحمية مثل خرشنة صغيرة و نكات العالم القديم .و تمتد منطقة التعشيش على الجزء الجنوبي الشرقي من الجزيرة. 
في عام 2007 وجد أيضاً على زهرة الزنبق السيبيري. وفي العام نفسه أيضاً وجد اتحاد لوند النباتي 454 نوع نبات على الجزيرة و كذلك وجد معهد كوبنهاغن الزيولوجي أكثر من 200 خنفساء و حوالي 300 فراشة. 
 في عام 2010 لوحظ وصول أول حيوان من فصلة الثديات إلى الجزيرة و هو القواع، و الذي شق طريقه إلى الجزيرة من فوق الجليد عندما كان الشتاء أشد برودة من السنوات الماضية. وفي نفس العام وجد أيضاً شجرة خوخ بادي على الجزيرة. وفي المحصلة و خلال عام 2010 تم اكتشاف ظهور أكثر من 490 نوع نبات. و من الطيور يذكر طائر الهار و بلشونيات . وعلى إحدى دعامات جسر أويسند قام إحدى الطيور و الذي يدعى شاهين بالتفريخ. و في شتاء عام 2011/2012  شوهد أيضاً طائر عقاب أبيض الذنب في الجزيرة. و أخيرأ و ليس أخراً وجد نوع من العناكب النادرة على الجزيرة أيضاً على الجزيرة و هو العنكبوت العالة (بالإنجليزية: Hobo spider) 